# هموندس‌پورت (نیویورک)
هموندس‌پورت (به انگلیسی: Hammondsport) یک روستا در ایالات متحده آمریکا است که در شهرستان استوبین، نیویورک واقع شده‌است. هموندس‌پورت ۱٫۰ کیلومتر مربع مساحت و ۶۶۱ نفر جمعیت دارد و ۲۳۰ متر بالاتر از سطح دریا واقع شده‌است.